# Stazione di Riffelalp
La stazione di Riffelalp è una stazione ferroviaria di Zermatt, nella località di Riffelalp, ubicata lungo la ferrovia del Gornergrat.

## Storia e descrizione
La stazione è stata inaugurata nel 1898 insieme alla ferrovia del Gornergrat che collega Zermatt al Gornergrat.
La stazione, situata ad un'altezza di 2211 metri sul livello del mare, presenta un fabbricato viaggiatori e due binari passanti.
Dalla stazione parte la tranvia del Riffelalp che la collega al Riffelalp Resort 2222m; nelle vicinanze sono presenti diversi impianti di risalita per la stazione sciistica.